# Humlegaarden (klinik)
 For alternative betydninger, se Humlegaarden. (Se også artikler, som begynder med Humlegaarden)
Humlegaarden var en dansk klinik der havde specialiseret sig i alternativ behandling af kræft.
Klinikken havde til huse på Humlebæk Strandvej 11 i Humlebæk og disponerede over 60 senge.
Virksomheden er nu nedlagt og bygningerne overtaget af Blå Kors.
Humlegaarden blev grundlagt i 1945 af Kirstine Nolfi der var en stor fortaler for behandling med råkost til flere alvorlige sygdomme.
Hun blev tiltalt for uagtsomt manddrab efter at en 21-årig svensker med svær sukkersyge døde.
Hun frikendtes dog men blev ekskluderet fra Den Almindelige Danske Lægeforening.
Patienten havde været indlagt på Humlegaarden og Nolfi havde gradvist reduceret hans insulin.
Senere chef på Humlegaarden var Finn Skøtt Andersen.
Han døde i juni 2012.
Kræftens Bekæmpelse har taget afstand fra klinikken på grund af den manglende dokumenterede effekt af dets behandlinger.
Flere kræftlæger har også været negative over for Humlegaardens behandling,
og en læge der kort tid var ansat på klinikken har kaldt den "simpelthen rent bluff" og "en velsmurt pengemaskine".
I begyndelsen af 2000'erne indskærpede Patientklagenævnet over for Finn Skøtt Andersen at han skulle udvise større omhu.
Sagen omkring klinikken var baggrund for en forespørgsel i Folketinget i 2002,
og flere patienter havde da klaget over behandlingen.
I 2003 undersøgte kriminalpolitiet kurstedet efter opfordring fra Lægemiddelstyrelsen,
men i august 2003 fandt Sundhedsstyrelsen dog ikke anledning til at kritisere den ansvarlige læge.
Den 27. september 2011 gav Sundhedsstyrelsen dog Finn Skøtt Andersen et påbud,
og en måned senere gik Sundhedsminister Astrid Krag ind i sagen.
Behandlingerne på Humlegaarden kunne involvere mistelten og vegetar-diæter og en tre-ugersbehandling kunne koste 60.000 kroner.
En norsk patient betalte 233.000 kroner for en behandling.
Humlegaarden har været genstand for en række kritiske artikler i den danske presse. 
Også den norske presse har skrevet flere kritiske artikler.
Virksomheden blev erklæret konkurs den 5. juli 2012. Kuratoren Henrik Hornsleth skønnede da at der var krav på 40 millioner mod konkursboet. I april 2013 kom bygningerne på tvangsauktion.
Blå Kors købte bygningerne for at indrette dem som bosted til misbrugere.
Virksomheden benyttede sig af hjemmesiden www.humlegaarden.com indtil konkursen.
I 2016 rapporterede datteren til den tidligere ejer, at denne hjemmeside blev misbrugt af tidligere ansatte uden lægeuddannelse, hvor de blandt andet misbrugte Skøtt Andersens navn for at franarre formuer fra døende ved dyre behandlinger.[kilde mangler]
En svensk læge der i 2010 var tilknyttet Humlegaarden fik i 2015 midlertidigt frataget sin autorisation af Sundhedsstyrelsen.
55°58′38.2″N 12°32′42.39″Ø / 55.977278°N 12.5451083°Ø